# 미텐콰이 욕장
미텐콰이 욕장(독일어: Strandbad Mythenquai)은 1881년에서 1887년 사이에 지어진 역사적인 제우퍼안라게 산책로의 일부인 스위스 취리히시의 공중 욕장이다.

## 지리
야외수영장은 각각 취리히의 왼쪽 제방에 있는 취리히호 호숫가 아래쪽에 있는 엥게와 볼리스호펜 구역 사이의 미텐콰이에 있다. 대중교통은 VBZ 운송 회사에서 트램 7번(브루나우스트라세 정류장), 161번, 165번 버스로 수쿨렌텐잠룽 정류장으로, 취리히호 해운 투어 보트로 제레스토랑, 및 취리히 교통망 취리히 S반에 의해 연결된다. 볼리스호펜역 방향으로 S8 노선을 운행한다.

## 역사
소위 제우퍼안라게 산책로 건설을 위해 오래된 목욕탕이 자리를 잡아야 했기 때문에 리스바흐의 독립 시정촌은 취리히호른의 취리히호 호숫가에 티펜브루넨 욕장(1886)과 우토콰이에 제바트 우토콰이(1890)라는 두 개의 새로운 목욕 시설을 건설했다. 1922년 봄에 문을 연 미텐콰이 야외수영장은 하루에 최대 11,000명의 방문객이 방문했으며, 몇 년 후 깨진 벽 보드로 성별을 구분했다. 1927년에는 여전히 존재하는 가족 중심의 리도에 높이 10미터의 워터 슬라이드가 설치되었다. 제2차 세계 대전 중에는 넓은 지역에 곡물과 채소를 심었다. 1951년 화재로 욕실이 파괴되어 취리히시에서 새 욕실을 짓기로 결정했다. 초기와 마찬가지로 모래사장은 여전히 인기가 높으며, 취리히 목욕탕의 독특한 특징이다.
1976년에는 레스토랑 건물 단지가 추가되었다. 2011년 새로운 개념의 건축 공모가 실패했다. 2014년 시즌에 미텐콰이 야외수영장(리도)은 약 CHF 750만에 재건되었으며, 모래사장의 인기 있는 잔디 스트립은 더 넓은 모래 표면으로 바뀌었지만, 또한 콘크리트 구조물로 대체되었다. 두 그루의 오래된 나무가 베어지고 25그루의 새로운 나무가 심어졌다. 1976년부터 제바디의 랜드마크였던 크고 노란 우산이 제거되었다. 레스토랑은 목욕탕 가장자리에 있는 새 건물로 교체되었으며, 1950년대 스타일의 정자로 설계되었으며, 채식 메뉴도 있다.

## 문화유산
정원 지역은 겨울시즌에 일반에게 공개된다. 이 건축물은 스위스 국가 및 지역 중요 문화재 목록에 지역 중요 대상으로 등재되어 있다.

## 같이 보기
- 미텐콰이
- 콰이안라겐